# Estadio Monumental Isidro Romero Carbo
Estadio Monumental Isidro Romero Carbo (voor 1997: Estadio Monumental de Barcelona) is een voetbalstadion in Guayaquil (Ecuador) en het thuisstadion van Barcelona Sporting Club. Het stadion is qua capaciteit het op een na grootste stadion van Zuid-Amerika.

## Geschiedenis
Voordat Barcelona zijn eigen stadion had speelde de club zijn thuiswedstrijden in het Estadio Modelo Alberto Spencer Herrera. Het was de president van de club, Isidro Romero Carbo, die besloot dat de club zijn eigen stadion moest krijgen. In 1987 werd het stadion in gebruik genomen met een wedstrijd tussen Barcelona Sporting Club en het Spaanse FC Barcelona. Vele sterren uit het Zuid-Amerikaanse voetbal, onder wie Pelé, waren aanwezig. Na een uitbreiding in de jaren negentig bood het stadion plaats aan 85.500 toeschouwers.
Op 5 november 2006 besloot het bestuur van Barcelona om het veld te vernoemen naar Alberto Spencer, een van de beste voetballers die Ecuador gekend heeft. Op 2 januari 2008 werd een sponsordeal gesloten met de Banco Pichincha waardoor het stadion vier jaar lang de naam Estadio Monumental Banco Pichincha droeg. De officiële naam bleef echter ongewijzigd.

## Belangrijke wedstrijden
In het stadion werd de finale van de Copa América 1993 gespeeld.